# 항미생물 펩타이드

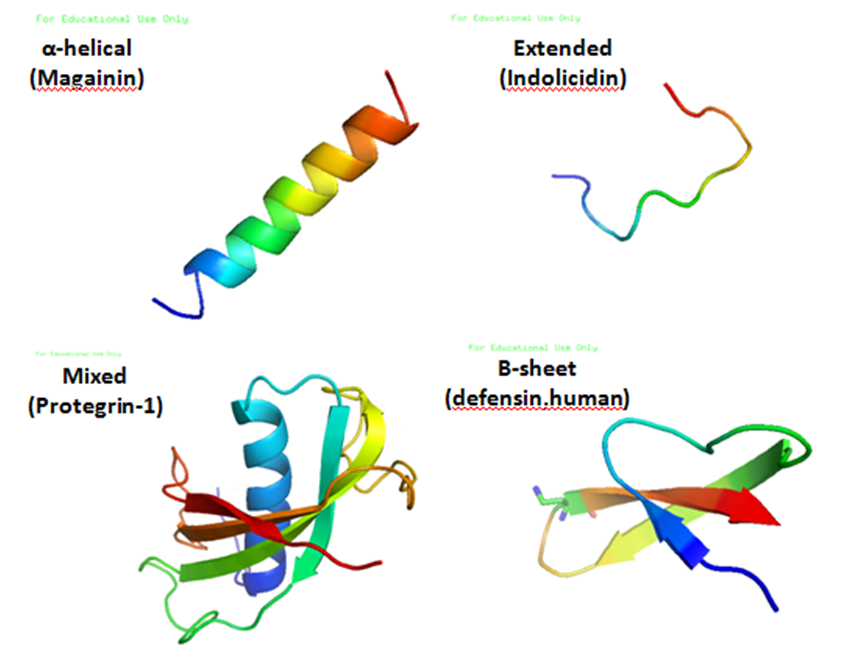
다양한 구조의 항균 펩타이드.

항미생물 펩타이드(Antimicrobial peptides, host defense peptides / HDPs)는 항생물질 중 하나이다.